# Allodia triangularis
Allodia triangularis är en tvåvingeart som först beskrevs av Gabriel Strobl 1895.  Allodia triangularis ingår i släktet Allodia och familjen svampmyggor. Arten är reproducerande i Sverige. Inga underarter finns listade i Catalogue of Life.